# Keithia luzzii
Keithia luzzii är en insektsart som beskrevs av Koteja 2000. Keithia luzzii ingår i släktet Keithia och familjen filtsköldlöss. Inga underarter finns listade i Catalogue of Life.